# Jugoslovanska narodna stranka
Jugoslovanska narodna stranka (ali popularno imenovani 'Borbaši' po strankinem glasilu Borba) je bila politična stranka v Kraljevini Jugoslaviji, ki je delovala v letih 1933–1941 pod vodstvom dr. Svetislava Hođere. Stranko so maja 1933 ustanovili pristaši šestojanuarske diktature. V svojih vrstah je zbirala profašistično orientirane pripadnike buržoazije in drobne buržoazije. Kot edina stranka v opoziciji JNS naj bi sprva dajala vtis postopne demokratizacije jugoslovanskega političnega življenja. V boju proti političnim nasprotnikom se je posluževala tudi fizičnega nasilja. Ostala je maloštevilna in brez pomembnejšega vpliva.